# Diszek

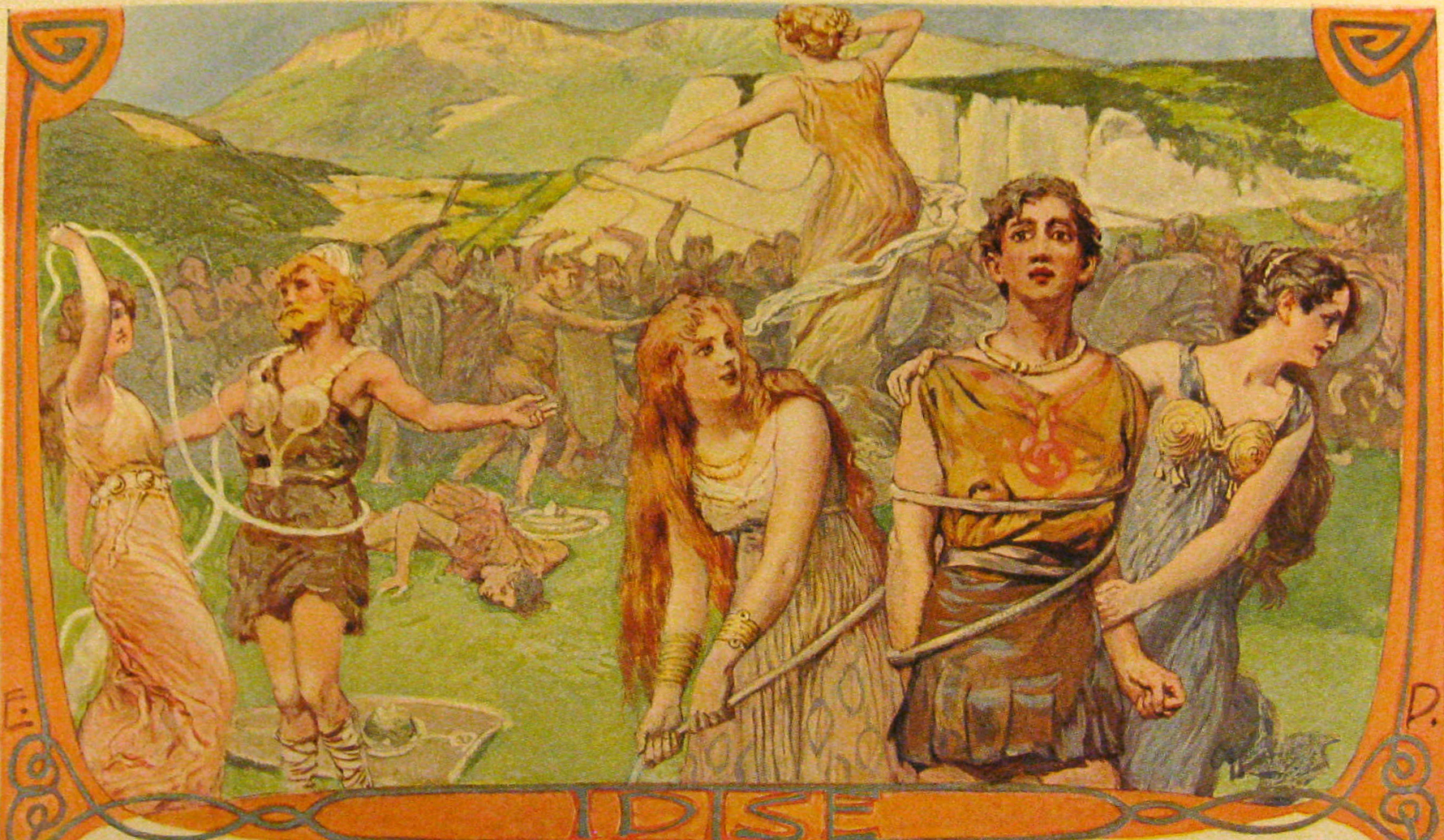
"Idise" - Emil Doepler (1905)

A Diszek, vagy valkűrök a skandináv mitológiában kisebb jelentőségű istenségek, Odin szolgálói. 
A feladatuk az volt, hogy kiválasszák a csatában elesettek közül a leghősiesebbeket, és a Valhallába vigyék őket, hogy einherjarok legyenek belőlük. Az einherjarokra Odinnak volt szüksége, hogy az oldalán küzdjenek a világvégén (Ragnarök) elkövetkező előre megjósolt csatában. Emlékük több skandináv helységnévben fennmaradt, például Disarås, Disakällan, Disarör és  Disevid, valamint személynévben, például Hjördis, Vigdis, Halldis és Freydis, ami a kultuszuk régi voltát bizonyítja. 

Fontos szerepük volt a termékenységben és kiváltképp a harcosok sorsának meghatározásában, akárcsak a vánok leghatalmasabb boszorkányának, a Vanadís néven is ismert Freyja istennőnek. Alfhildet úgy említik: soldis (Nap-disz).

## Fordítás
- Ez a szócikk részben vagy egészben  a   Diser című svéd Wikipédia-szócikk fordításán alapul.  Az eredeti cikk szerkesztőit annak laptörténete sorolja fel. Ez a jelzés csupán a megfogalmazás eredetét és a szerzői jogokat jelzi, nem szolgál a cikkben szereplő információk forrásmegjelöléseként.
- Ez a szócikk részben vagy egészben  a   Dís című angol Wikipédia-szócikk fordításán alapul.  Az eredeti cikk szerkesztőit annak laptörténete sorolja fel. Ez a jelzés csupán a megfogalmazás eredetét és a szerzői jogokat jelzi, nem szolgál a cikkben szereplő információk forrásmegjelöléseként.